# Resolució 500 del Consell de Seguretat de les Nacions Unides
La Resolució 500 del Consell de Seguretat de les Nacions Unides fou aprovada el 28 de gener de 1982. Després de considerar un tema de l'ordre del dia del Consell i davant la manca d'unanimitat entre els seus membres permanents, el Consell va decidir convocar una reunió d'emergència de l'Assemblea General de les Nacions Unides per debatre sobre l'ocupació israeliana dels Alts del Golan.
La resolució, que anteriorment va ser vetada pels Estats Units el 20 de gener de 1982, va ser aprovat per 13 vots contra cap amb les abstencions del Regne Unit i Estats Units.
Després de la resolució, es va produir la Novena sessió extraordinària d'emergència de l'Assemblea General de les Nacions Unides.